# Il matrimonio è un affare privato
Il matrimonio è un affare privato (Marriage Is a Private Affair) è un film del 1944 diretto da Robert Z. Leonard.
È una commedia statunitense con 
Lana Turner, James Craig e John Hodiak. È basato sul romanzo del 1941  Marriage Is a Private Affair di Judith Kelly.

## Produzione
Il film, diretto da Robert Z. Leonard su una sceneggiatura di David Hertz, Lenore Coffee, Michael Kanin e Ring Lardner Jr. e un soggetto di Judith Kelly (autrice del romanzo), fu prodotto da Pandro S. Berman per la Metro-Goldwyn-Mayer e girato nei Metro-Goldwyn-Mayer Studios a Culver City, California, da metà gennaio all'inizio di aprile 1944.
L'approvazione della sceneggiatura aveva subito diversi i ritardi a causa della trama in cui, secondo i censori, veniva messa in dubbio l'istituzione del matrimonio. I diritti per il soggetto del romanzo erano stati acquistati già nel 1941 ma la produzione fu approvata solo nel gennaio del 1943.

## Distribuzione
Il film fu distribuito con il titolo Marriage Is a Private Affair negli Stati Uniti dall'ottobre 1944 al cinema dalla Metro-Goldwyn-Mayer. La première avvenne a Napoli il 23 settembre 1944 per i militari statunitensi di stanza in Italia durante la seconda guerra mondiale. A questa première partecipò di persona anche l'attrice protagonista del film, Lana Turner. Dopo la première, il film fu proiettato nei cinema statunitensi per quattro giorni prima di essere messo al bando dalle autorità di Cincinnati.
Altre distribuzioni:
- in Svezia il 29 ottobre 1945 (Äktenskapet - en privatsak)
- in Finlandia il 26 aprile 1946 (Avioliitto on yksityisasia)
- in Portogallo il 30 aprile 1946 (O Amor Vem Depois)
- in Francia il 17 dicembre 1948 (Le mariage... une affaire privée)
- in Italia (Il matrimonio è un affare privato)
- in Brasile (A Felicidade Vem Depois)
- in Venezuela (El matrimonio es un asunto privado)

## Critica
Secondo Leonard Maltin il film è "patinato, in qualche modo datato".

## Promozione
La tagline è: "It's SO Romantic!".